# М3ГАН
М3ГАН (енгл. M3GAN; стилизовано МΞГАН) амерички је научнофантастични хорор филм из 2022. Режију потписује Џерард Џонстон, а сценарио Акела Купер, по причи Куперове и Џејмса Вана. Главне улоге тумаче Алисон Вилијамс, Џена Дејвис и Вајолет Макгро. Радња прати истоимену лутку вештачке интелигенције која развија самосвест и постаје непријатељски расположена према свакоме ко се нађе између ње и њеног људског пратиоца.
Премијера је приказана 7. децембра 2022. у Лос Анђелесу, док је 6. јануара 2023. пуштен у биоскопе у Сједињеним Америчким Државама, односно 5. јануара исте године у Србији. Добио је изузетно позитивне рецензије критичара, који су посебно похвалили шаљиву мешавину хорора и хумора, као и глумачку поставу. Наставак, М3ГАН 2.0, приказан је 27. јуна 2025.

## Радња
М3ГАН је чудо вештачке интелигенције, жива лутка програмирана да буде дететов највернији пријатељ а родитељу најбољи савезник. Дизајнирала ју је сјајна роботичарка Џема тако да М3ГАН може да слуша, гледа и учи док постаје учитељ, другарица и заштитник детета за које је везана.
Када изненада постане старатељ своје осмогодишње рођаке Кејди, Џема је несигурна и неспремна да буде родитељ. Под интензивним притиском на послу, она одлучује да упари свој М3ГАН прототип са Кејди у покушају да реши оба проблема — а то је одлука која ће имати незамисливе последице.

## Улоге
| Глумац                | Улога   |
| --------------------- | ------- |
| Алисон Вилијамс       | Џема    |
| Вајолет Макгро        | Кејди   |
| Рони Чиенг            | Дејвид  |
| Ејми Доналд           | М3ГАН   |
| Брајан Џордан Алварез | Кол     |
| Џен ван Епс           | Тес     |
| Стефан Гарно Монтен   | Курт    |
| Лори Данги            | Силија  |
| Ејми Ашервуд          | Лидија  |
| Џек Кесиди            | Брендон |
| Мајкл Сакенте         | Грег    |
| Самсон Чен Бун        | Картер  |
| Кира Џозефсон         | Ава     |
| Рене Лајонс           | Холи    |
| Арло Грин             | Рајан   |